# Os Contos de Cantuária

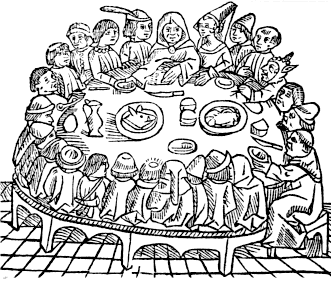
Ilustração da segunda edição impressa dos Contos da Cantuária (1484)

The Canterbury Tales (Os Contos da Cantuária ou Os Contos de Canterbury) é uma coleção de histórias (duas delas em prosa, e outras vinte e duas em verso) escritas a partir de 1387 por Geoffrey Chaucer, considerado um dos consolidadores da língua inglesa. Na obra, cada conto é narrado por um peregrino de um grupo que realiza uma viagem desde Southwark (Londres) à Catedral de Cantuária para visitar o túmulo de São Thomas Becket. A estrutura geral é inspirada no Decamerão, de Boccaccio.
A coleção de personagens dos Contos da Cantuária é muito rica, com representantes de todas as classes sociais, e os temas são igualmente variados. Os contos são recheados de acontecimentos curiosos, passagens pitorescas, citações clássicas, ensinamentos morais, relacionados à vida e aos costumes do século XIV na Inglaterra. Escrita em inglês médio, a obra foi importante na consolidação deste idioma como língua literária em substituição do francês e do latim, ainda utilizados na época de Chaucer em preferência ao inglês.

## Redação e manuscritos
Não se sabe ao certo quando foram escritos os Contos da Cantuária, mas menções em outras obras de Chaucer permitem concluir que a maior parte dos contos foi redigida a partir dos últimos anos da década de 1380 até a morte do autor, em 1400. De acordo com o que Chaucer explica no Prólogo Geral da obra, o plano original previa que haveria quatro contos por cada personagem. Chaucer morreu sem conseguir completar esse imenso plano, e assim a obra pode ser considerada inacabada. Além disso há um conto, o do Cozinheiro, que permaneceu sem o final.

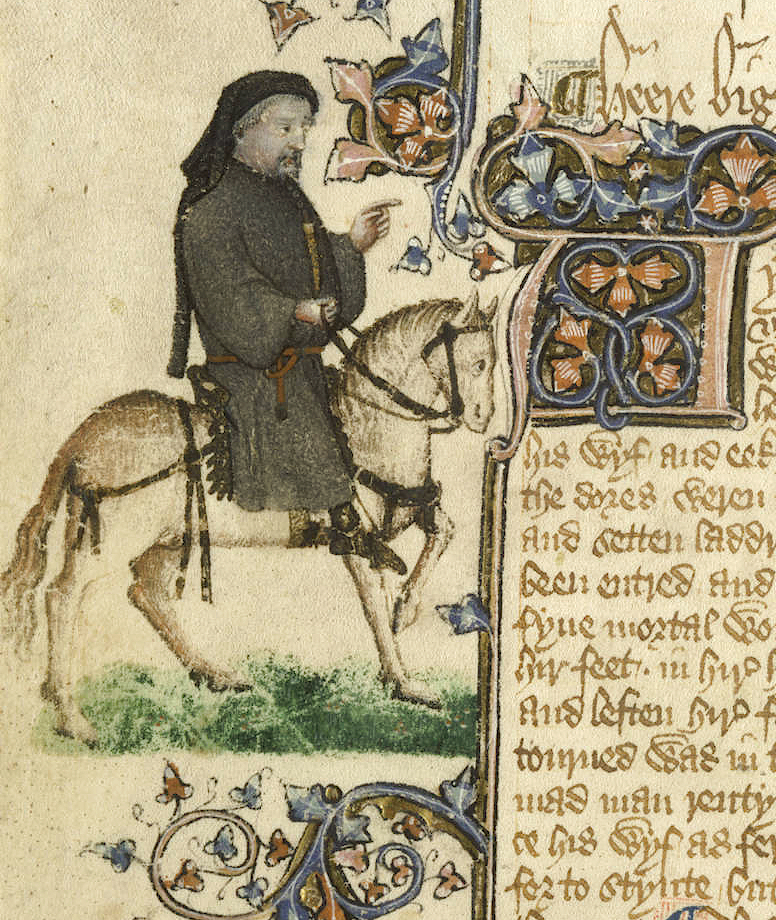
Chaucer retratado como peregrino no manuscrito Ellesmere dos "Contos".

Existem atualmente 83 manuscritos medievais dos Contos, com textos mais ou menos completos. Esse grande número de manuscritos é evidência da grande popularidade da obra ao longo do século XV na Inglaterra. Nenhum deles é do punho do próprio Chaucer, mas alguns parecem haver sido copiados por escribas pouco tempo depois da sua morte. Um dos mais importantes é o manuscrito Hengwrt, copiado entre 1400 e 1410 e quase completo, que preserva a linguagem de Chaucer com bastante exatidão. O manuscrito mais famoso, apesar de ter muitas edições que o afastam do original de Chaucer, é o manuscrito Ellesmere, belamente decorado com iluminuras.
A primeira versão impressa dos Contos foi publicada em 1476 por William Caxton em Westminster, seguida de outra em 1483. A obra foi, assim, a primeira grande obra em língua inglesa a ser impressa. Seguiram-se muitas outras edições ao longo dos séculos seguintes.
Os diferentes manuscritos da obra apresentam os contos em diferente ordem, não sendo sabido a ordem pensada por Chaucer. Alguns, porém, apresentam clara relação um com o outro, o que ajuda a estabelecer uma ordem de alguns contos, agrupados em "fragmentos". Um ordenamento popular nas edições dos Contos  é o seguinte:
| Fragmento         | Contos                                                               |
| ----------------- | -------------------------------------------------------------------- |
| Fragmento I(A)    | Prólogo geral, Cavaleiro, Moleiro, Carpinteiro, Cozinheiro           |
| Fragmento II(B¹)  | Jurista                                                              |
| Fragmento VII(B²) | Marinheiro, Prioresa, Sir Thopas, Melibeu, Monge, Capelão das monjas |
| Fragmento VI(C)   | Médico, Vendedor de indulgências                                     |
| Fragmento III(D)  | Mulher de Bath, Frade mendicante, Oficial de justiça                 |
| Fragmento IV(E)   | Estudante, Mercador                                                  |
| Fragmento V(F)    | Escudeiro, Proprietário de terras                                    |
| Fragmento VIII(G) | Segunda freira, Criado do cônego                                     |
| Fragmento IX(H)   | Provedor                                                             |
| Fragmento X(I)    | Pároco, Retratação de Chaucer                                        |

## Linguagem

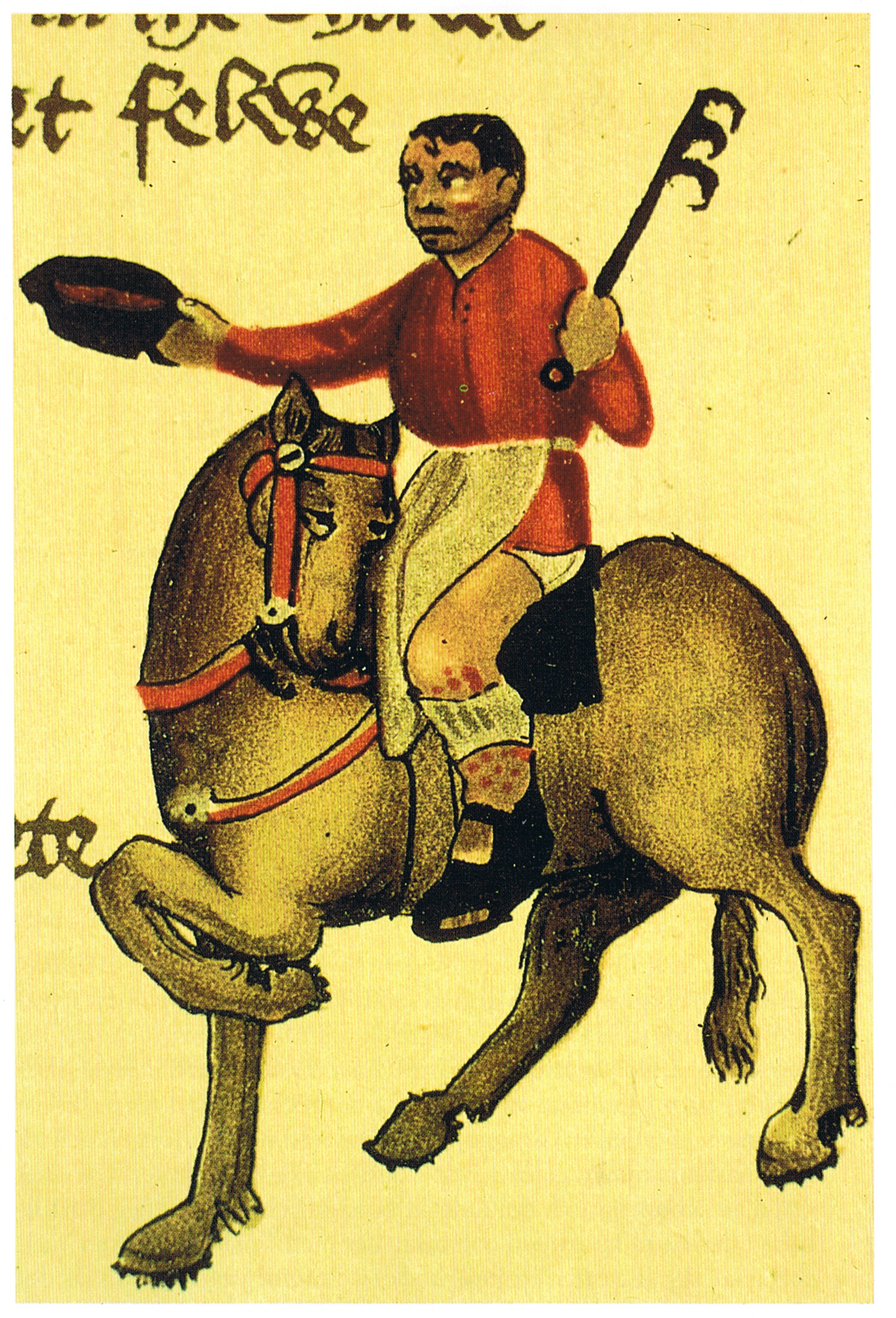
Iluminura do manuscrito Ellesmere mostrando o cozinheiro com um gancho de carne.

Chaucer escreveu em inglês médio, mais especificamente no dialeto londrino, que com o tempo contribuiria para o dialeto adotado como padrão para a burocracia inglesa (o Padrão da Chancelaria - Chancery Standard). A pronúncia na linguagem dos Contos difere em muitos aspectos da pronúncia do inglês atual, o que dificulta a leitura do original pelo leitor moderno. A maior causa destas diferenças é que a chamada Grande Mudança Vocálica não havia ainda ocorrido completamente e, como consequência, muitas das vogais de Chaucer eram pronunciadas de uma maneira mais parecida com o latim, o italiano ou o português do que com inglês moderno. Por exemplo, a palavra "been" (particípio passado do verbo to be) era pronunciada "ben" (/be:/, com um longo "e") ao invés de "bin" (/bi:/, longo "i") como no inglês moderno.

## Argumento

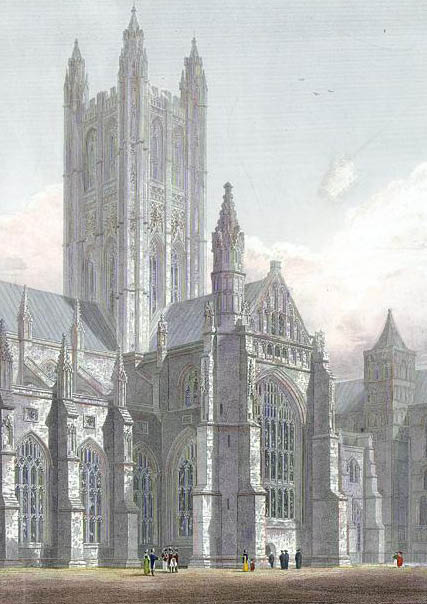
A Catedral de Cantuária no início do século XIX.

A obra centra-se num grupo de viajantes que, saindo da pousada Tabard em Southwark (Londres), se dirigem à Catedral de Cantuária, com o objetivo de prestar homenagem ao santuário de São Thomas Becket, um bispo católico assassinado, em 1170, por partidários do rei Henrique II de Inglaterra.
Entre os viajantes está o próprio Chaucer. No Prólogo, o autor descreve em primeira pessoa os peregrinos reunidos na pousada, das mais variadas posições sociais e ofícios. As descrições são muito detalhadas, incluindo a aparência física, defeitos e virtudes de personalidade e dados da biografia. Os personagens incluem um cavaleiro e seu escudeiro, um mercador, monges, um frade mendicante, uma prioresa, um pároco, um vendedor de indulgências, um estudante, alguns profissionais liberais (um médico, um advogado, um jurista), um moleiro, um feitor, um cozinheiro, um marinheiro, um carpinteiro, um tintureiro, um tapeceiro, um marujo, um lavrador e uma viúva de cinco maridos. Assim, quase toda a sociedade medieval está retratada entre os peregrinos.
Ainda na pousada, por sugestão do hoteleiro, os personagens decidem passar o tempo durante a viagem contando histórias. Aquele que contar o melhor conto, na opinião da maioria, ganhará um jantar grátis. A partir desse ponto cada personagem conta um conto, de uma grande variedade temática, de acordo com a posição social de cada um. Muitos dos relatos são precedidos por um pequeno prólogo, e muitos são comentados entre os personagens depois de serem contados.
A variedade dos contos é evidente desde o início. O primeiro conto é o do cavaleiro, que narra uma história heroica típica dos romances de cavalaria da época, em que os valores principais são o amor cortês, a coragem e a honra. Segue-se o relato do moleiro, que conta uma história totalmente diferente, de caráter mundano e erótico e com uma linguagem de baixo calão, sobre como um estudante universitário engana o proprietário de sua casa para dormir com a mulher deste. Os contos que se seguem são de grande variedade, segundo a personalidade e o estrato social do narrador. O conto da Mulher de Bath, em especial,  divide-se em duas partes: um prólogo, que cobre boa parte
do capítulo e no qual a narradora, de nome Alice, fala de sua história e dos cinco matrimônios que contraiu ao longo da vida; e o conto propriamente, no qual se relata um episódio alegadamente ocorrido na corte do Rei Artur, em que um cavaleiro, após deflorar  uma donzela, foi condenado a buscar a resposta de certa pergunta dentro de um ano ou seria condenado à morte.
No final da obra Chaucer incluiu uma retratação, em que desculpa-se a Deus e aos leitores pelo baixo nível moral de alguns contos.

## Influência
Diz-se frequentemente que as obras de Chaucer em geral e Os Contos da Cantuária em particular contribuíram para que a língua inglesa se popularizara como língua literária, uma vez que desde a conquista normanda da Inglaterra até o século XIV as línguas de maior prestígio no país foram o latim e o francês. É verdade, porém, que outros escritores contemporâneos de Chaucer também escreveram em inglês, de maneira que também é possível considerar os Contos como uma parte - importante - da tendência de adoção da língua vernacular como língua literária na Inglaterra de finais do século XIV.
Evidência da importância dada aos Os Contos da Cantuária é a existência de continuadores que adicionaram material à obra inacabada ou criaram contos novos. O Conto do Cozinheiro, deixado inacabado, foi completado por um escriba anônimo. Outra adição é o Conto do Camponês (Plowman's Tale), um conto anônimo do século XV incorporado a alguns manuscritos. Já o anônimo Conto de Beryn (Tale of Beryn), também do século XV, narra a chegada dos peregrinos à Cantuária e as aventuras amorosas do vendedor de indulgências. Um contemporâneo de Chaucer, o escritor John Lydgate, escreveu o Cerco de Tebas (Siege of Thebes, 1420) como um conto adicional dos Contos da Cantuária, incluindo a si mesmo como um dos peregrinos.
Os Contos foram impressos várias vezes a partir de fins do século XV, garantindo assim a influência da obra nas seguintes gerações de escritores ingleses. Um exemplo dessa influência é a peça teatral Os Dois Nobres Parentes, de William Shakespeare e John Fletcher, uma adaptação do Conto do Cavaleiro de Chaucer datada do início do século XVII. A escritora inglesa J. K. Rowling, reconhecida pela sua série Harry Potter, disse ter se inspirados nos contos para criar o livro Contos de Beedle, o Bardo, parte do universo da série.

## Traduções em português
Em Portugal, Os Contos da Cantuária foram parcialmente traduzidos por Olívio Caeiro, que verteu o Prólogo Geral e dois contos. Em 2022, a editora E-Primatur publicou uma tradução íntegra, por Daniel Jonas. No Brasil, Paulo Vizioli realizou uma tradução em prosa, quase completa, publicada em 1987; o Conto de Chaucer sobre Melibeu e o Conto do Pároco encontram-se nesta tradução em forma de sinopses, como, aliás, em algumas edições em inglês (por exemplo, na tradução ao inglês moderno de Nevil Coghill). Em 2012, foi publicada no Brasil a tradução em versos realizada por José Francisco Botelho. Também nessa tradução, o Conto de Chaucer sobre Melibeu e o Conto do Pároco encontram-se resumidos. Na tradução de Botelho, todas as passagens originalmente versificadas encontram-se em verso, com métrica e rimas. 